# Maják Harilaiu
Maják Harilaiu (estonsky Harilaiu tuletorn) stojí v obci Vormsi na ostrově Harilaid v kraji Läänemaa v Baltském moři v Estonsku.
Maják je ve správě Estonského úřadu námořní dopravy (Veeteede Amet, EVA), kde je veden pod registračním číslem 587. S majákem číslo 586 tvoří dvojici náběžných majáků.

## Historie
První maják byl na ostrově postaven v roce 1849. Byla to dřevěná budova o kterou se staral hospodský Nigulas Kimgerg. Nový maják byl postaven v roce 1885, několik metrů daleko od starého majáku na východním pobřeží ostrova. Byl vysoký čtyři metry a byl vybaven olejovými později benzínovými lampami. Světelný paprsek (bílý a červený) byl vysílán v úzkém jihovýchodním sektoru a byl viditelný do vzdálenosti čtyř námořních mil. V roce 1916 byla viditelnost světla do vzdálenosti sedmi námořních mil.
V roce 1940 byla postavená bílá železobetonová věž vysoká 12 metrů. V roce 1941 v době druhé světové války byl maják poškozený, ale záhy byl opraven. Maják v roce 1961 vysílal bílé, červené a zelené světlo z výšky 12 m n. m., které podle charakteru barvy bylo viditelné do vzdálenosti 10/8/6 nm. V roce 1979 byla viditelnost změněna na: bílá 5 nm, červená 3 nm, zelená 2 nm. Do roku 1990 byl maják napájen elektřinou vyráběnou  radioizotopovým termoelektrickým generátorem EM-200 (ЭM–200). V současné době je napájen ze slunečních panelů a větrné turbíny. V roce 2006 byl zvýšen na 18 m.

## Popis
Válcová železobetonová věž vysoká 18 metry je ukončená dvěma ochozy s bílou lucernou. Lucerna je vysoká 1,1 metrů. V roce 2015 byla instalována nová svítilna. Maják byl postaven podle návrhu a pod vedením architekta Armas Luigeho.

### Data
Zdroj
- Výška světla: 18 m n. m.
- Záblesky bílého světla v intervalu 4 sekund

| Barva                  | bílá      | bez světla | bílá      | zelená    | bílá        | bílá          | bílá          | červená     | Zdroj |
| Charakteristika 2+2=4s |           |            |           |           |             |               |               |             | [ 3 ] |
| Azimut                 | 131°–160° | 160°–167°  | 167°–250° | 250°–314° | 314°–327,3° | 327,3°–333,3° | 333,3°–336,5° | 336,5°–131° | [ 3 ] |
| Výseč                  | 29°       | 7°         | 83°       | 64°       | 13,3°       | 6°            | 3,2°          | 154,5°      | [ 3 ] |
| Dosvit [nm]            | 5         | 0          | 5         | 5         | 5           | 6             | 5             | 5           | [ 3 ] |
| Svítivost [cd]         | 150       | 0          | 150       | 150       | 150         | 1400          | 150           | 150         |       |

### Označení
- Admiralty: C3758.51
- ARLHS: EST-002
- NGA: 12564
- EVA 587